# Tancs en la Primera Guerra Mundial

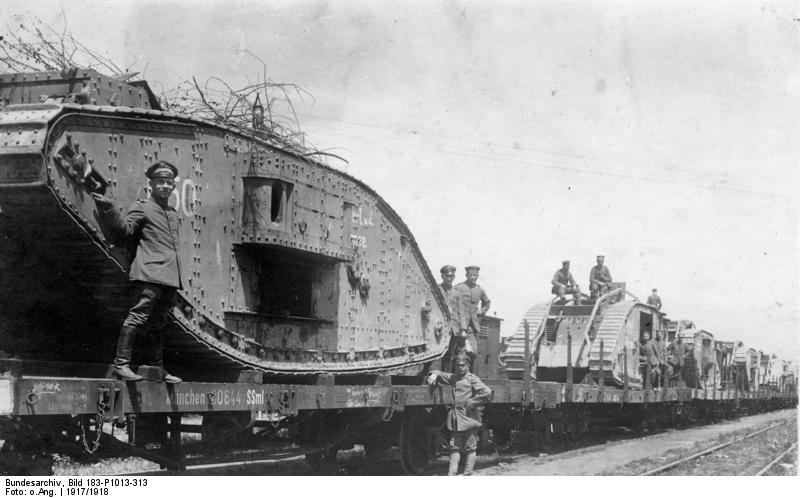
1917: tancs britànics capturats pels alemanys sent transportats en tren

El desenvolupament de Tancs en la Primera Guerra Mundial va començar per obtenir una solució sobre el combat en la guerra de trinxeres que va tenir lloc en el front occidental. El primer prototip del tanc Mark I va ser provat per l'Exèrcit britànic el 8 de setembre de 1915. Tot i que inicialment s'anomenaven "vaixells de terra" per l'Exèrcit britànic, els primers vehicles es van anomenar "transports d'aigua" (després escurçat a "tancs") per mantenir secretisme.

## Llista
(També hi ha altres tipus de vehicles)